# Snells lag

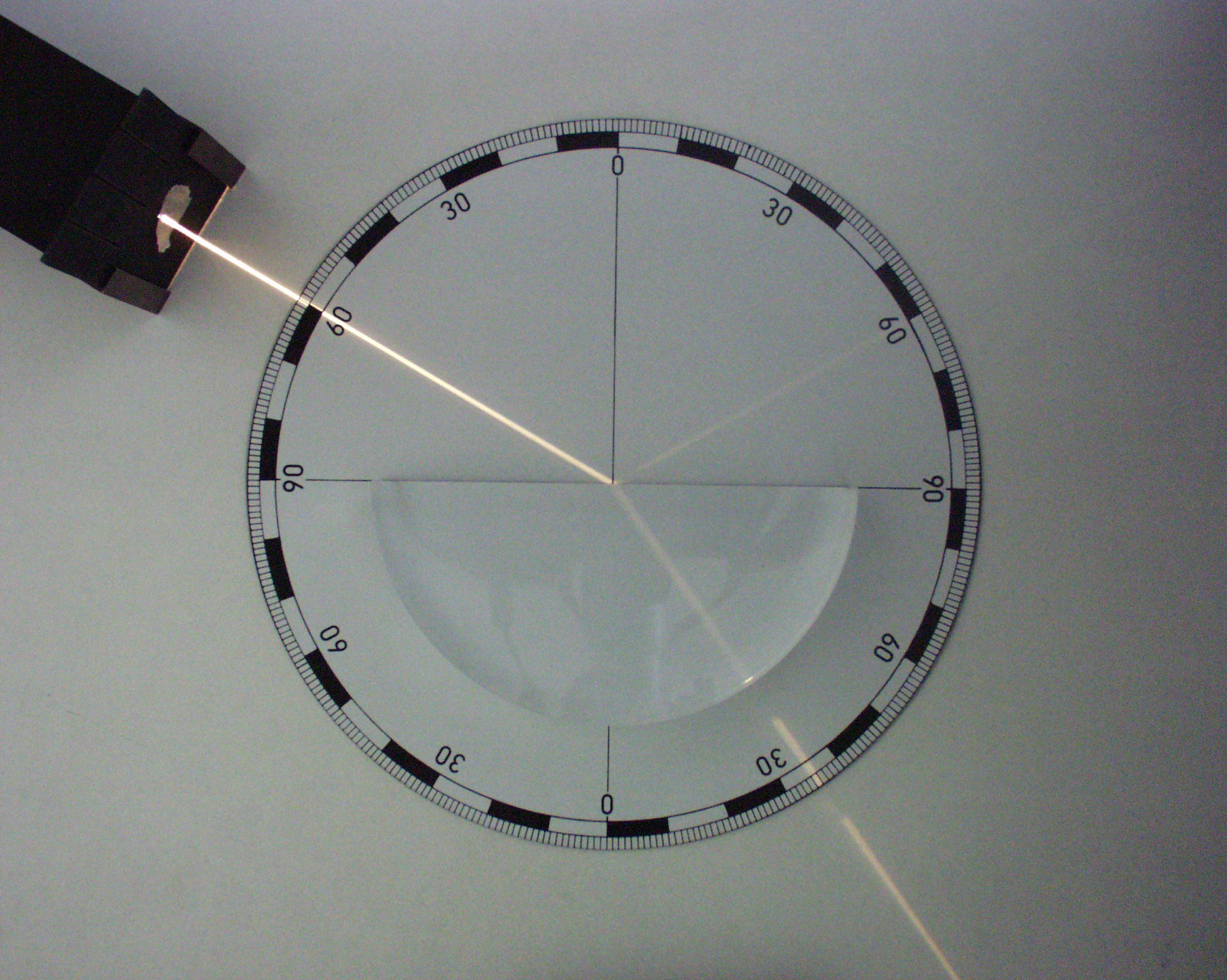
Refraktion och Reflexion.

Snells lag, även känd som brytningslagen  eller allmänna brytningslagen, är formeln som används för att beräkna vinklarna vid refraktion (ljusbrytning) då ljus färdas mellan två medier med olika brytningsindex. Den är uppkallad efter dess holländske upptäckare Willebrord Snell (1580–1626).

## Sammanfattning

Ljusbrytning i den vertikala gränsytan mellan två medier med olika brytningsindex.

Ljusbrytning i den horisontella gränsytan mellan två medier med olika brytningsindex.

I diagrammet till höger möts två medier med brytningsindexen n1 (till vänster) och n2 (till höger) i en gemensam gränsyta (den vertikala linjen). Brytningsindexet för det andra mediet är högre än brytningsindexet för det första mediet (n2 > n1), vilket gör att ljuset har en mindre fashastighet inuti det andra mediet.
En ljusstråle PO i det vänstra mediet infaller mot gränsytan i punkten O- I punkten O introducerar vi en till gränsytan rätvinklig linje (gränsytans normal). Vinkeln mellan normalen och ljusstrålen PO kallas infallsvinkeln θ1.
Ljusstrålen fortsätter genom gränsytan in i mediet till höger, linjen OQ. Dess vinkel till normalen bildar brytningsvinkeln θ2.
Snells lag ger relationen mellan vinklarna θ1 och θ2.
{\displaystyle n_{1}\sin(\theta _{1})=n_{2}\sin(\theta _{2}).\,}
Då θ1 = 0° (det vill säga då ljusstrålen träffar gränsytan i rät vinkel) är lösningen alltid θ2 = 0° oavsett värdena på n1 och n2. Det betyder med andra ord att en ljusstråle som träffar gränsytan i rät vinkel aldrig bryts.
Detta samband gäller också då ljus färdas från ett tätare medium till ett tunnare - symmetrin i Snells lag ger att samma strålbanor kan tillämpas i motsatt riktning.
En bra minnesregel för att bestämma ljusbrytningens riktning är det faktum att ljusstrålen i det tätare mediet alltid befinner sig närmare normalen. Ett praktiskt sätt att komma ihåg detta är att tänka sig ljusstrålen som en bil som kör från en asfalterad yta (det tunnare mediet) och in på lerigt underlag (det tätare mediet). Beroende på vinkeln kommer då antingen det högra eller det vänstra hjulet att passera gränsen först vilket gör att bilen svänger.

## Totalreflektion
När en ljusstråle färdas från ett tätare medium till ett tunnare (det vill säga n1 > n2) kan man lätt konstatera att ekvationen saknar lösning då θ1 överstiger ett visst kritiskt värde kallat gränsvinkeln θg. Detta beroende på att sin(θ1) alltid är mindre än (eller lika med) 1.
{\displaystyle \theta _{g}=\arcsin \left({\frac {n_{2}}{n_{1}}}\right)}
Då θ1 > θg lyckas inget ljus passera gränsytan och totalreflexion inträffar vilket innebär att allt infallande ljus återspeglas. Detta kan till exempel inträffa när ljus färdas genom vatten till luft eftersom vatten är ett optiskt tätare medium än luft (nvatten > nluft), om infallsvinkeln samtidigt överstiger θg.

## Vektorform
Givet en vektor v av längd 1 (enhetsvektor) som ger ljusets riktning, och en enhetsvektor p vinkelrät mot gränsytan, så kan generaliserade reflexions- och brytningsvinklar beräknas. Generaliseringen innebär att de faktiska vinklarna θ1 och θ2 inte beräknas.
{\displaystyle \cos \theta _{1}=\mathbf {v} \cdot \mathbf {p} }
{\displaystyle \cos \theta _{2}={\sqrt {1-\left({\frac {n_{1}}{n_{2}}}\right)^{2}\left(1-\left(\cos \theta _{1}\right)^{2}\right)}}}
{\displaystyle \mathbf {v} _{\mathrm {reflexion} }=\mathbf {v} -\left(2\cos \theta _{1}\right)\mathbf {p} }
{\displaystyle \mathbf {v} _{\mathrm {brytning} }=\left({\frac {n_{1}}{n_{2}}}\right)\mathbf {v} +\left(\cos \theta _{2}-{\frac {n_{1}}{n_{2}}}\cos \theta _{1}\right)\mathbf {p} }
Cosinustermerna kan återanvändas i Fresnelekvationerna för att beräkna de resulterande ljusstrålarnas intensitet. Rotutdragningarna leder till imaginära tal vid totalreflexion, och ljusstrålen som bryts är inte reell. Man kan då betrakta den brutna strålen som att den avtar exponentiellt, mycket snabbt med avståndet från ytan.

## Härledning
Snells lag kan härledas från Fermats princip som säger att ljuset tar den väg som tar minst tid. Genom att bilda den optiska banlängdens derivata, kan den stationära punkt som ljuset passerar hittas. I Richard Feynmans klassiska analogi har det lägre brytningsindexet ersatts av en strand och det högre indexet av havet. Den snabbaste vägen för en badvakt på stranden att nå en drunknande människa är att följa den väg som utpekas av Snells lag.

## Historia
Förmodligen upptäcktes Snells lag först av Ibn Sahl på 900-talet som använde den för att beräkna den optimala formen på linser. Den återupptäcktes av Thomas Harriot i slutet av 1500-talet. Under 1600-talet upptäcktes sambandet på nytt av Willebrord Snell och René Descartes oberoende av varandra. Attributionen dem emellan är inte helt tydlig och i Frankrike kallas Snells lag fortfarande för "la loi de Descartes".